# Akwamufie
 (mars 2025).
Akwamufie est la capitale cérémonielle du peuple Akwamu, située dans la région orientale du Ghana, le long de la rivière Volta,. Elle sert de siège au roi d'Akwamu et abrite le palais royal d'Akwamufie.

## Histoire
Fondée au XVIIᵉ siècle, Akwamufie a joué un rôle central dans l'expansion du royaume d'Akwamu. Le royaume s'étendait le long de la côte, de Ouidah (Bénin) à Winneba (Ghana), et était reconnu pour sa puissance militaire et son influence commerciale.

## Palais d'Akwamufie
Le palais d'Akwamufie est la résidence officielle du roi d'Akwamu, Odeneho Kwafo Akoto III. Il abrite une collection d'artefacts historiques, dont la clé du château de Christianborg, symbolisant la prise du fort aux colons danois en 1693. Le palais sert également de musée communautaire, mettant en valeur le riche patrimoine culturel de la région.

## Culture
Akwamufie est le centre culturel du peuple Akwamu, organisant divers festivals et cérémonies traditionnelles qui attirent les visiteurs et renforcent le tissu social de la communauté.